# Гарсия I Семен
Гарсия (Гассия) I Семен (Хименес) (баск. Gartzia Semeno, фр. Garsias (Garsie) Siguin, гаск. Gassia Semen; погиб в 818) — герцог Васконии с 816 года.

## Биография
Согласно «Хартии Алаона», Гарсия I был сыном герцога Васконии Семена (Сегина) I. После того как император Людовик I Благочестивый сместил Семена I с поста герцога Васконии, баски восстали и выбрали своим герцогом Гарсию. Однако в 818 году Гарсия погиб в битве против франков. Поскольку в других нарративных источниках он не упоминается, то есть некоторые сомнения в реальности его существования.
Возможно, что его сыном был Сегин (Семен) II (умер в 846), граф Бордо и Санта с 840 и герцог Васконии с ок. 845 года, однако чаще он считается сыном Семена I и, соответственно, братом Гарсии I.